# Cselgáncs a 2015. évi nyári universiadén
A 2015. évi nyári universiadén a cselgáncsban összesen 18 versenyszámot rendeztek. A cselgáncs versenyszámait június 4. és 8. között tartották.

## Éremtáblázat
| #        | Ország        | Arany | Ezüst | Bronz | Összesen |
| 1.       | Dél-Korea     | 8     | 5     | 2     | 15       |
| 2.       | Japán         | 7     | 2     | 6     | 15       |
| 3.       | Oroszország   | 1     | 3     | 6     | 10       |
| 4.       | Franciaország | 1     | 2     | 3     | 6        |
| 5.       | Mongólia      | 1     | 0     | 1     | 2        |
|          |               |       |       |       |          |
| 6.       | Brazília      | 0     | 1     | 3     | 4        |
| 7.       | Románia       | 0     | 1     | 2     | 3        |
|          | Ukrajna       | 0     | 1     | 2     | 3        |
| 9.       | Kína          | 0     | 1     | 1     | 1        |
| 10.      | Horvátország  | 0     | 1     | 0     | 1        |
|          | Észtország    | 0     | 1     | 0     | 1        |
|          |               |       |       |       |          |
| 12.      | Németország   | 0     | 0     | 3     | 3        |
| 13.      | Litvánia      | 0     | 0     | 2     | 2        |
| 14.      | Azerbajdzsán  | 0     | 0     | 1     | 1        |
|          | Olaszország   | 0     | 0     | 1     | 1        |
|          | Kazahsztán    | 0     | 0     | 1     | 1        |
|          | Hollandia     | 0     | 0     | 1     | 1        |
|          | Svájc         | 0     | 0     | 1     | 1        |
| Összesen | Összesen      | 18    | 18    | 36    | 72       |

## Férfi
| versenyszám | arany                            | ezüst                             | bronz                             |
| 60 kg       | Kim Wonjin (Dél-Korea)           | Yuma Oshima (Japán)               | Phelipe Pelim (Brazília)          |
| 60 kg       | Kim Wonjin (Dél-Korea)           | Yuma Oshima (Japán)               | Albert Oguzov (Oroszország)       |
| 66 kg       | Baul An (Dél-Korea)              | Alexandre Mariac (Franciaország)  | Matteo Piras (Olaszország)        |
| 66 kg       | Baul An (Dél-Korea)              | Alexandre Mariac (Franciaország)  | Anzaur Ardanov (Oroszország)      |
| 73 kg       | Changrim An (Dél-Korea)          | Dmytro Kanivets (Ukrajna)         | Yuji Yamamoto (Japán)             |
| 73 kg       | Changrim An (Dél-Korea)          | Dmytro Kanivets (Ukrajna)         | Huseyn Rahimli (Azerbajdzsán)     |
| 81 kg       | Khasan Khalmurzaev (Oroszország) | Kichun Wang (Dél-Korea)           | Kenya Kohara (Japán)              |
| 81 kg       | Khasan Khalmurzaev (Oroszország) | Kichun Wang (Dél-Korea)           | Jonathan Allardon (Franciaország) |
| 90 kg       | Donghan Gwak (Dél-Korea)         | Khusen Khalmurzaev (Oroszország)  | Kenta Nagasawa (Japán)            |
| 90 kg       | Donghan Gwak (Dél-Korea)         | Khusen Khalmurzaev (Oroszország)  | Gustavo Assis (Brazília)          |
| 100 kg      | Cho Guham (Dél-Korea)            | Clement Delvert (Franciaország)   | Dino Pfeiffer (Németország)       |
| 100 kg      | Cho Guham (Dél-Korea)            | Clement Delvert (Franciaország)   | Niiaz Bilalov (Oroszország)       |
| +100 kg     | Hisayoshi Harasawa (Japán)       | Magomed Nazhmudinov (Oroszország) | Nabil Zalagh (Franciaország)      |
| +100 kg     | Hisayoshi Harasawa (Japán)       | Magomed Nazhmudinov (Oroszország) | Vladut Simionescu (Románia)       |
| Nyílt       | Katsuma Ueda (Japán)             | Juhan Mettis (Észtország)         | Karolis Bauza (Litvánia)          |
| Nyílt       | Katsuma Ueda (Japán)             | Juhan Mettis (Észtország)         | Vladut Simionescu (Románia)       |
| Csapat      | Japán                            | Dél-Korea                         | Ukrajna                           |
| Csapat      | Japán                            | Dél-Korea                         | Oroszország                       |

## Női
| versenyszám | arany                             | ezüst                             | bronz                               |
| 48 kg       | Jeong Bokyeong (Dél-Korea)        | Gabriela Chibana (Brazília)       | Funa Tonaki (Japán)                 |
| 48 kg       | Jeong Bokyeong (Dél-Korea)        | Gabriela Chibana (Brazília)       | Urantsetseg Munkhbat (Mongólia)     |
| 52 kg       | Mako Uchio (Japán)                | Alexandra Florian (Románia)       | Tetiana Levytska (Ukrajna)          |
| 52 kg       | Mako Uchio (Japán)                | Alexandra Florian (Románia)       | Evelyne Tschopp (Svájc)             |
| 57 kg       | Sumiya Dorjsuren (Mongólia)       | Andrea Bekic (Horvátország)       | Jandi Kim (Dél-Korea)               |
| 57 kg       | Sumiya Dorjsuren (Mongólia)       | Andrea Bekic (Horvátország)       | Anzu Yamamoto (Japán)               |
| 63 kg       | Megumi Tsugane (Japán)            | Bak Jiyun (Dél-Korea)             | Nadja Bazynski (Németország)        |
| 63 kg       | Megumi Tsugane (Japán)            | Bak Jiyun (Dél-Korea)             | Jennifer Wichers (Hollandia)        |
| 70 kg       | Kim Seongyeon (Dél-Korea)         | Kazuki Osanai (Japán)             | Margaux Pinot (Franciaország)       |
| 70 kg       | Kim Seongyeon (Dél-Korea)         | Kazuki Osanai (Japán)             | Zhanar Kashkyn (Kazahsztán)         |
| 78 kg       | Samah Hawa Camara (Franciaország) | Alena Kachorovskaya (Oroszország) | Park Yujin (Dél-Korea)              |
| 78 kg       | Samah Hawa Camara (Franciaország) | Alena Kachorovskaya (Oroszország) | Maike Ziech (Németország)           |
| +78 kg      | Sarah Asahina (Japán)             | Kim Minjeong (Dél-Korea)          | Santa Pakenyte (Litvánia)           |
| +78 kg      | Sarah Asahina (Japán)             | Kim Minjeong (Dél-Korea)          | Kang Jie (Kína)                     |
| Nyílt       | Kim Jiyoun (Dél-Korea)            | Kang Jie (Kína)                   | Sara Yamamoto (Japán)               |
| Nyílt       | Kim Jiyoun (Dél-Korea)            | Kang Jie (Kína)                   | Aleksandra Babintseva (Oroszország) |
| Csapat      | Japán                             | Dél-Korea                         | Oroszország                         |
| Csapat      | Japán                             | Dél-Korea                         | Brazília                            |